# خورخه فرناندس مادینابئیتیا
خورخه فرناندس مادینابئیتیا (اسپانیایی: Jorge Fernández Madinabeitia‎؛ زادهٔ ۸ اوت ۱۹۷۲) مجری، بازیگر، مدل و بازیکن سابق باشگاه بسکتبال ساسکی باسکونیا در لیگ آ س ب اسپانیا است.
از فیلم‌ها یا مجموعه‌های تلویزیونی که وی در آن‌ها نقش داشته‌است، می‌توان به خانواده سرانو اشاره نمود.